# ورد كوماروفي
ورد كوماروفي (الاسم العلمي:Rosa komarovii) هو نوع من النباتات يتبع جنس الورد من الفصيلة الوردية